# Diecéze Acufida
Diecéze Acufida je titulární diecéze římskokatolické církve.

## Historie
Acufida, identifikovatelná s Cafrida v dnešním Alžírsku, je starobylé biskupské sídlo nacházející se v římské provincii Mauritania Sitifensis.
Jediným známým biskupem teto diecéze je Justus, kterého roku 484 s dalšími katolickými preláty pozval vandalský král Hunerich.
Dnes je využívána jako titulární biskupské sídlo; současným titulárním biskupem je Jose Chirackal, pomocný biskup diecéze Tura.

## Seznam biskupů
- Justus (zmíněn roku 484)

## Seznam titulárních biskupů
- Janez Jenko (1964-1977)
- Louis Phạm Văn Nẫm (1977-2001)
- Pedro Barreto (2001-2004)
- Vincent Barwa (2004-2008)
- Henrique Soares da Costa (2009-2014)
- José Roberto Fortes Palau (2014-2019)
- Jose Chirackal (od 2020)